# 斯里斯泰茨 (密蘇里州)
斯里斯泰茨（英語：Three States）是位於美國密蘇里州密西西比縣的鬼鎮。

## 歷史
斯里斯泰茨的郵局於1893年設立，其後於1899年停運。

## 地理
斯里斯泰茨所處的海拔為高於海平面91米（即299英呎），而該地所採用的時區為UTC-6，即北美中部時區（CST）。同時該地設有夏令時間，為UTC-6調快一小時，即UTC-5（CDT）。